# وانگ منگلی
وانگ منگلی (انگلیسی: Wang Mengli؛ زادهٔ ۲۸ ژوئیهٔ ۱۹۸۹) یک بازیکن تنیس روی میز اهل جمهوری خلق چین است. 